# Tremella
Genre
Tremella est un genre de champignons basidiomycètes très courants, qui regroupe une partie des espèces appelées « trémelles » en français. Ces champignons ont une consistance gélatineuse et cartilagineuse au début et deviennent plus durs et cornés en séchant. Ils sont saprophytes, et parasitent d’autres champignons vivant sur le bois (notamment les corticiacées), ou des lichens.

## Liste des espèces
- Tremella aurantia
- Tremella aurantialba, jīn ěr (金耳; littéralement « oreille dorée »), consommée en Chine.
- Tremella concrescens - Trémelle concrescente
- Tremella encephala Pers. : Fr. - Trémelle cérébriforme
- Tremella foliacea (G. Winter ex Fuckel) Niessl
- Tremella frondosa, huáng ěr (黄耳; littéralement « oreille jaune »), de couleur jaune, consommée en Chine.
- Tremella fuciformis Berkeley - Trémelle en fuseau, 银耳 (pinyin: yín ěr; littéralement « oreille d'argent ») ou 白木耳 (pinyin: báimùěr, littéralement « oreille d'arbre blanche »), et en japonais shiro kikurage (シロキクラゲ, lit. « gelée d'arbre blanche »), comestible.
- Tremella gelatinosum - Trémelle gélatineuse
- Tremella globosphora - Trémelle à spores globuleuses
- Tremella lutescens - Trémelle jaunissante
- Tremella mesenterica Retz. & Fr. - Trémelle mésentérique, non comestible.
- Tremella simplex H.S. Jacks. & G.W. Martin
- Tremella subanomala - Trémelle irrégulière
- Tremella mycetophiloides - Trémelle mycophile
- Tremella reticulata - Trémelle réticulée
- Tremella simplex - Trémelle simple

L'espèce nommée Tremella fuciformis, champignon blanc (白木耳, báimùěr,木耳 mùěr signifiant oreille d'arbre et désignant les champignons poussant sur les arbres) en Chine est comestible. On le trouve desséché, en sachet dans les magasins d'alimentation exotique. Elle ressemble de par sa forme à la trémelle mésentérique adulte.